# Montichiari
Montichiari är en ort och kommun i provinsen Brescia i regionen Lombardiet i Italien. Kommunen hade 25 902 invånare (2018).